# Arcuphantes namhaensis
Espèce
Arcuphantes namhaensis est une espèce d'araignées aranéomorphes de la famille des Linyphiidae.

## Distribution
Cette espèce est endémique de Corée du Sud. Elle se rencontre sur le mont Namhaesan dans la province du Gyeongsangnam.

## Description
La femelle holotype mesure 2,91 mm et le mâle paratype 2,49 mm.

## Étymologie
Son nom d'espèce, composé de namhae et du suffixe latin -ensis, « qui vit dans, qui habite », lui a été donné en référence au lieu de sa découverte, le mont Namhaesan.

## Publication originale
- Seo, 2006 : Two new species of Arcuphantes (Araneae: Linyphiidae) from Korea. Korean Journal of Systematic Zoology, vol. 22, no 1, p. 101-104 (texte intégral).